# Obiekt koorbitalny

Orbity planetoidy Cruithne i Ziemi w układzie odniesienia związanym ze Słońcem

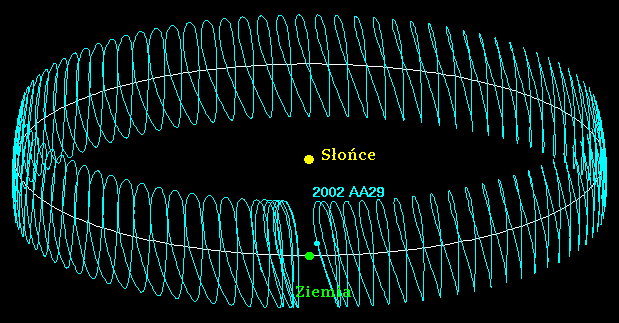
Spiralno-podkowiasta orbita planetoidy 2002 AA_{29} w układzie odniesienia związanym z Ziemią

Obiekt koorbitalny – ciało niebieskie, poruszające się wraz z drugim, znacznie masywniejszym ciałem, po orbicie synchronicznej wokół grawitacyjnie dominującego ciała w centrum układu.

## Typy obiektów koorbitalnych
Obiekty koorbitalne mogą poruszać się w różny sposób względem ciała, któremu towarzyszą, np. planety. Ze względu na charakter tego ruchu wyróżnia się ich kilka typów:
- Planetoidy trojańskie – obiekty które poruszają się wokół Słońca przebywając w pobliżu punktów równowagi grawitacyjnej L4 i L5 na orbicie planety. Najwięcej takich obiektów towarzyszy Jowiszowi, Ziemia ma jedną znaną planetoidę trojańską: 2010 TK7.
- Quasi-księżyce – ciała, które w układzie odniesienia związanym z planetą okrążają ją, chociaż w odróżnieniu od księżyców przebywają poza jej strefą dominacji grawitacyjnej. Czasem jest to jednorazowe „współorbitowanie”, czasem ma charakter powtarzającego się cyklicznie zjawiska. Przykładami takich obiektów są 2004 GU9, 2016 HO3 (quasi-księżyce Ziemi) i 2007 RW10 (quasi-księżyc Neptuna).
- Obiekty poruszające się po orbitach w kształcie podkowy – pozostając w rezonansie orbitalnym 1:1, wykazują pewne zmiany w parametrach orbit, które polegają na stopniowo skracającym się, a później stopniowo wydłużającym się okresie obiegu, przez co w długich okresach raz zbliżają się, raz oddalają od planety, z którą koorbitują. W układzie odniesienia związanym z planetą zataczają tor przypominający spiralę nawiniętą na podkowę, otwartą od strony planety. Przykładami takich obiektów są np. planetoidy (3753) Cruithne i 2002 AA29.